# Asociación para el Desarrollo de la Informática y la Telemática
El Desarrollo de la Informática o ADITEL es una organización sin ánimo de lucro dedicada a fomentar el uso e investigación de la informática y las telecomunicaciones, apoyando activamente el software libre. Creada en el año 1998, el ámbito de referencia de la asociación es la provincia de Castellón y mantiene contactos con la Universitat Jaume I y el tejido empresarial de la zona.
La asociación apoya algunos portales para usuarios castellanohablantes de software libre como el sitio de usuarios de la distribución Ubuntu o el del sistema de mensajería instantánea Jabber/XMPP.